# Commonweal
Commonweal es una revista de opinión de Estados Unidos de América editada y gestionada por católicos. Sus oficinas se encuentran en "The Interchurch Center" en Nueva York.

## Historia
Fundada en 1924 por Michael Williams (1877-1950) y los asociados de Calvert, Commonweal es la publicación católica de opinión más antigua de los Estados Unidos de América.

## Aspectos Generales
La revista, catalogada como una "crítica de religión, política y cultura", es una empresa sin fines de lucro manejada por nueve miembros y directores. La palabra "commonweal" es una referencia al importante término de la filosofía política de Santo Tomás de Aquino, quien decía que los líderes legítimos debían priorizar el "bien común" al tomar decisiones políticas.
Commonweal publica editoriales, columnas, ensayos y poesía, así como críticas de películas, libros y obras de teatro. Cada año se publican 22 revistas de Commonweal con una difusión de 20 000 ejemplares. En 1951 Commonweal tuvo problemas financieros y estuvo a punto de clausurar por pérdida de suscriptores.

## Ideología
A pesar de que Commonweal mantiene un fuerte enfoque en temas de interés para los católicos liberales, este enfoque no es exclusivo. Un gran número de temas -religiosos, políticos, sociales y culturales- son examinados independientemente de si tienen alguna relación con el catolicismo y la Iglesia. A pesar de tener un marcado carácter católico, Commonweal ha rechazado constantemente las sectas y el dogmatismo religioso, para poder atraer a contribuidores de diversos puntos de vista de los temas políticos en el espectro de Estados Unidos.
Por ejemplo, Commonweal criticó las tácticas utilizadas por el senador Joseph McCarthy, quien apoyaba la decisión de que Estados Unidos se involucrara en la guerra de Corea. Asimismo, cuestionó algunos aspectos del documento papal publicado en 1968 hablando sobre la posición de la Iglesia católica y su posición en la contracepción, y continúa tomando su papel en contra del aborto legalizado. 
Commonweal publicó múltiples artículos apoyando al teólogo censurado Roger Haight en 2011, 2007, y 2009.

## Personal
Desde 2022, el equipo de "Commonweal" incluye a:
- Editor: Dominic Preziosi
- Editor Principal: Matthew Boudway
- Editores Asociados: Regina Munch, Griffin Oleynick
- Director Editorial: Isabella Simon
- Producción: David Sankey
- Editor General: Mollie Wilson O'Reilly
- Revisor de Textos: Susanne Washburn
- Editor de Podcast: David Dault
- Director: Thomas Baker
- Gerente: James Hannan
- Vicepresidente de Desarrollo: Adrianna Melnyk
- Gerente de Marketing: Gabriella Wilke
- Otros: Paul Baumann, Rand Richards Cooper, Anthony Domestico, Massimo Faggioli, Rita Ferrone, John Gehring, Luke Timothy Johnson, Cathleen Kaveny, Matt Mazewski, B. D. McClay, Jo McGowan, Paul Moses, Margaret O'Brien Steinfels, Celia Wren

Unos editores anteriores eran Paul Baumann, Peter Steinfels y su esposa Margaret O'Brien Steinfels.